# Anthomyza bellatrix
Anthomyza bellatrix är en tvåvingeart som beskrevs av Rohacek 1984. Anthomyza bellatrix ingår i släktet Anthomyza och familjen sumpflugor. Inga underarter finns listade i Catalogue of Life.